# Šahs
«Шахс» («Šahs», «Шахматы») — журнал Госкомспорта Латвийской ССР и республиканской шахматной федерации. Издавался в Риге Объединённым республиканским шахматно-шашечным клубом Латвийской ССР 2 раза в месяц на латышском (с июня 1959) и русском (с января 1960) языках. В 1987 году общий разовый тираж составлял 68,5 тысячи экземпляров — 2,5 тысячи на латышском и 66 тысяч на русском языке. На 1987 год вышло 686 номеров на латышском (1959—1987) и 672 на русском (1960—1987) языках. Журнал поступал в 50 стран (1987). Главный редактор — М. Таль (1960—1970, с 1972 — консультант); А. Гипслис (с 1970, №5); З. Солманис (издание на латышском языке, до 1965). 
Освещал шахматную жизнь в Латвийской ССР, в Советском Союзе в целом и за рубежом. Публиковал обзоры соревнований, главным образом тех, где участвовали советские шахматисты; партии, этюды, задачи; материалы по теории, методике и истории шахмат; очерки, интервью, юморески, головоломки. Проводил различные конкурсы. Регулярно велось около 20 отделов; наиболее популярные — «Теория дебютов», «На разных меридианах», «Шахматная школа», «Чёрно-белая кавалькада», «Найдите лучшее продолжение», «Партии и фрагменты», «Не видя партнёра», «Задачи», «Этюды», «Ретро», «Среди книг, газет и журналов», «Эндшпиль», «В братских республиках», «В клубах Латвии», «Арена молодых». 